# Tour du Dôme (Wassy)

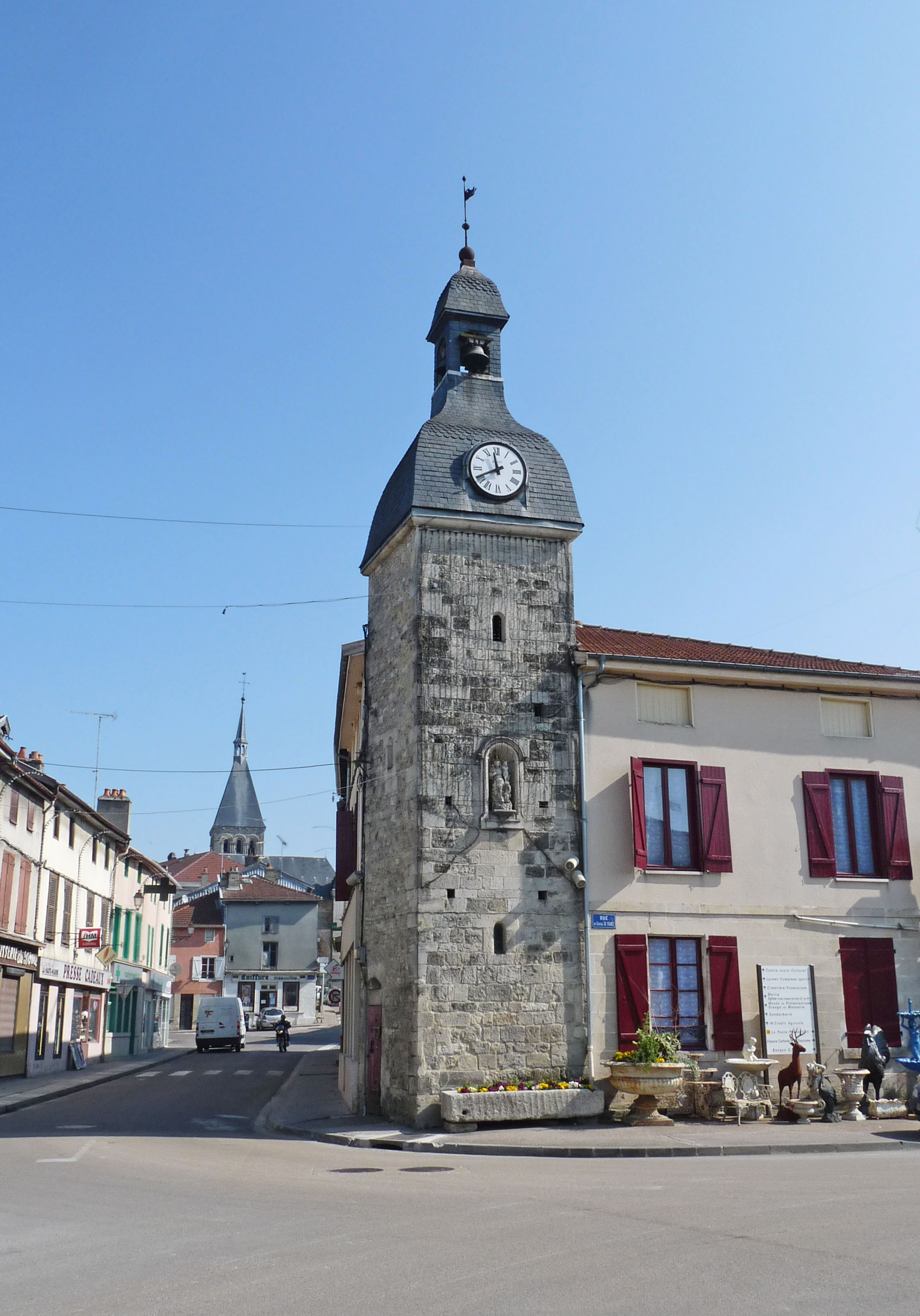
Tour du Dôme in Wassy

Die Tour du Dôme ist ein Belfried in Wassy, einer französischen Gemeinde im Département Haute-Marne in der Region Grand Est, der 1748 errichtet wurde. Der seit 1933 als Monument historique geschützte Turm steht im Ortskern in der Rue Notre-Dame.
1773 wurde der Turm, aus Hausteinen errichtet, erhöht und mit einer Art Kuppel (frz. dôme) gedeckt, auf der ein Dachreiter mit Glocken sitzt. Den Abschluss bildet ein Dachknauf mit einer Wetterfahne. Die Uhr wurde später angebracht.
Auf der Westseite befindet sich eine Rundbogennische, in der eine Skulptur einer bekrönten Madonna mit Kind steht. Der Eingang des Turmes befindet sich an der Südseite. Im Turm ist heute das Office de tourisme (Touristinformation) untergebracht.